# Бишоп, Стивен (актёр)
Стивен Бишоп (англ. Stephen Bishop, род. 14 сентября 1970) — американский актёр и бывший бейсболист.
Бишоп родился в Чикаго и окончил Калифорнийский университет в Риверсайде, где играл в бейсбольной команде в 1991—1992 годах, а в 1993 году подписал контракт с «Атланта Брэйвз». В 1995 году он завершил карьеру.
В 2000-х Бишоп начал карьеру актёра появляясь в сериалах «Подруги», «Игра», «Братья и сёстры», «Анатомия страсти» и «Остаться в живых». Также он появился в нескольких кинофильмах, включая «В лучах славы» (2004), «Человек, который изменил всё» (2011) и «Код доступа «Кейптаун»» (2012). Наибольшей известности Бишоп добился играя любовный интерес для главной героини в исполнении Габриэль Юнион в сериале BET «Быть Мэри Джейн», где он снимается с 2013 года. В 2015 году он также играл любовный интерес Реджины Холл в фильме Lifetime «Замуж любой ценой».

## Избранная фильмография
Полную фильмографию см. в английском разделе.
| Год       |    | Русское название             | Оригинальное название  | Роль                 |
| --------- | -- | ---------------------------- | ---------------------- | -------------------- |
| 2004      | с  | Подруги                      | Girlfriends            | Алекс Мендоса        |
| 2004      | ф  | В лучах славы                | Friday Night Lights    | Лои Харрис           |
| 2006      | с  | Братья и сёстры              | Brothers & Sisters     | Рик                  |
| 2007      | с  | Игра                         | The Game               | жених Евы            |
| 2007      | с  | Остаться в живых             | Lost                   | Кинкейд              |
| 2008      | ф  | Хэнкок                       | Hancock                | врач скорой помощи   |
| 2008      | с  | Анатомия страсти             | Grey’s Anatomy         | пожарный             |
| 2010      | ф  | Город воров                  | The Town               | Деррик               |
| 2011      | ф  | Человек, который изменил всё | Moneyball              | Дэвид Джастис        |
| 2012      | ф  | Код доступа «Кейптаун»       | Safe House             | морпех               |
| 2012      | ф  | Морской бой                  | Battleship             | JPJ OOD              |
| 2013—2015 | с  | Быть Мэри Джейн              | Being Mary Jane        | Дэвид Полк           |
| 2015      | тф | Замуж любой ценой            | With This Ring         | Нейт Адамсон         |
| 2020      | с  | Агенты «Щ.И.Т.»              | Agents of S.H.I.E.L.D. | майор Брэндон Гэмбол |